# Monarchia costituzionale portoghese
La Monarchia costituzionale portoghese fu un periodo della storia del Portogallo in cui si produssero molti cambiamenti politici. Dopo la sconfitta degli assolutisti, la politica portoghese dell'Ottocento fu marcata dalle idee liberali. I liberali portoghesi formavano un gruppo eterogeneo e avevano in comune solamente il fatto di aver lottato contro gli assolutisti: per questo motivo si divisero fin dall'inizio in "moderati" e "progressisti". Il primo punto di scontro tra le due fazioni riguardava la costituzione da dare al paese. Mentre i progressisti, denominati "Settembristi", volevano tornare a reimpiantare la costituzione del 1821, i moderati, chiamati "Cartisti", volevano adottare la costituzione del 1826.

## Maria II

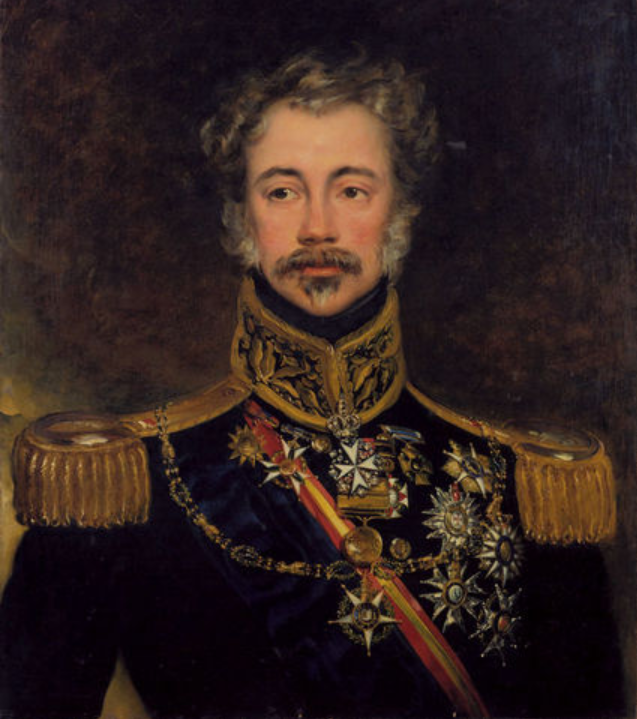
João Carlos Gregório Domingos Vicente Francisco de Saldanha Oliveira y Daun

### Governo Cartista
La regina Maria II era sostenitrice dei Cartisti. Tra il 1834 e il 1836 nominò governi conservatori. I primi ministri di quest'epoca furono eroi delle guerre liberali, tra cui il Marchese di Saldanha, quello di Terceira e Pedro de Sousa Holstein, marchese di Palmela. Questi politici tentarono di portare a termine riforme per porre fine alla legislazione assolutista ancora vigente. Furono riorganizzate l'amministrazione e la giustizia seguendo il modello napoleonico; i monopoli mercantili e le grandi corporazioni vennero aboliti. Gli ordini religiosi furono sciolti e il patrimonio ecclesiastico venne confiscato con l'obiettivo di migliorare la situazione economica dello stato attraverso la loro vendita. In questo modo si formarono grandi patrimoni fondiari. I governi mutavano assai velocemente per i loro scandali interni e per la resistenza dei Settembristi.

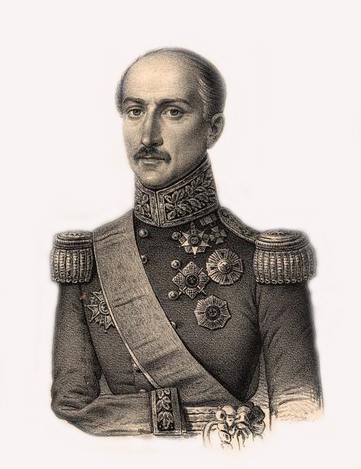
Marchese di Sá da Bandeira

### I Settembristi al potere
L'esito delle elezioni del 1836 (rivelatesi poi truccate), che dava la vittoria ai Cartisti, provocò lo scoppio della Rivoluzione Settembrina, che diede il potere ai progressisti. Sebbene ciò non corrispondesse ai suoi desideri, la regina dovette consegnare il potere ai progressisti e nominò come ministri Manuel da Silva Passos e il Marchese di Sá da Bandeira.
Contro il governo settembrista si formò una forte resistenza conservatrice che, in modo a volte pubblico e a volte clandestino, era appoggiata dalla regina. Questa resistenza si vide nei sollevamenti degli anni 1836, 1837 e 1838.
Nonostante ciò, i settembristi riuscirono a varare una serie d'importanti riforme. Venne riformata l'istruzione e vennero create alcuni istituti che esistono tuttora come l'Accademia delle Belle Arti e il Teatro nazionale Doña María II. La base del sistema fiscale che si mantiene ancora fu opera di quei riformisti. Venne abolita la schiavitù anche nelle colonie.
Nel 1837 si scelsero le nuove cortes costituenti, che diedero al paese una nuova costituzione molto avanzata in senso democratico.
Dal 1840 iniziò a calare l'influenza dei Settembristi. La regina nominò António Bernardo da Costa Cabral come ministro della giustizia per tenere una persona di sua fiducia all'interno del gabinetto conservatore.

### Il Cabralismo

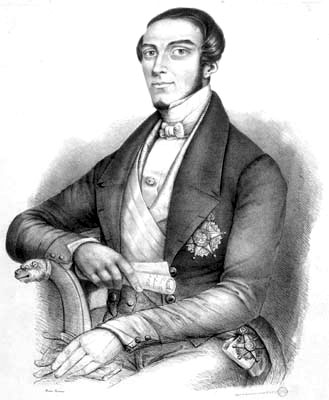
António Bernardo da Costa Cabral, Marqués de Tomar

La scena politica dal 1842 al 1846 fu legata alla figura di António Bernardo da Costa Cabral, il quale in seguito prese il nome di Marchese di Tomar. Per questo motivo quest'epoca viene definita comunemente come cabralismo. Costa Cabral, che in quel periodo era ministro di giustizia, pose fine al governo settembrista nel 1842 con un colpo di stato. Cabral rimosse la costituzione progressista per restaurare quella precedente. Governò in modo autoritario, eliminando le riforme progressiste.

### Guerra Civile e Restaurazione
Lo scontento generale della dittatura di Costa Cabral causò una rivolta nel 1846 che pose termine al mandato del dittatore. La regina, sebbene malvolentieri, dovette destituirlo e poco dopo dovette nominare un nuovo governo conservatore con a capo il Duca di Saldanha. I settembristi crearono a Porto, il loro centro di appoggio, un governo parallelo, provocando la guerra civile. Inizialmente il governo non poté soffocare le rivolte nel nord del paese, per cui dovette chiedere aiuto al Regno Unito e alla Spagna per poter porre fine alla guerra nel 1847.
Dopo la guerra civile, la politica portoghese entrò in una fase di tranquillità. Dai Cartisti e dai Settembristi sorsero i primi partiti politici, il Partito Rigenerazionista (conservatore) e il Partito Storico (progressista). Le divergenze tra i due politici venivano affrontate per via politica, rifiutandosi di usare la forza militare. I governi conservatori si successero fino al 1856, specialmente sotto la direzione del Duca di Saldanha, che fu primo ministro per diverse legislature. Costa Cabral tornò a essere capo del governo tra il 1849 e il 1851.

## Casa di Braganza-Sassonia-Coburgo-Gotha, gli ultimi re portoghesi

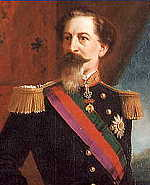
Ferdinando II, della famiglia nobile tedesca Sassonia-Coburgo-Gotha.

Nel 1853 morì Maria II dando alla luce il suo undicesimo figlio. Con il regno di Maria II terminò la dinastia dei Braganza. La regina si era sposata nel 1836 con Fernando della Casa Sassonia-Coburgo-Gotha. Con questo matrimonio, la casa tedesca passò a regnare in Portogallo.
Il successore di Maria II doveva essere suo figlio Pietro, ma quando morì sua madre era ancora in minore età, così il padre Ferdinando dovette assumere la reggenza. Nel 1855 Pietro divenne maggiorenne e prese le redini del regno.

### Rotativismo
In Portogallo si instaurò una monarchia parlamentare, che divenne oligarchica. I politici, sia del Partito Rigenerazionista sia del Partito Storico, erano appoggiati dall'alta borghesia. Siccome si trattava di élite chiuse, si creò una sorta di rotazione governativa, chiamato in Portogallo Rotativismo. Quando un partito non aveva l'appoggio sufficiente per governare, veniva dato potere il governo al monarca il quale nominava capo del governo il leader dell'opposizione. Una volta formato il nuovo governo, il monarca scioglieva il Parlamento, per assicurarsi che il nuovo governo avesse l'appoggio parlamentare. Con questo sistema, i due maggiori partiti si succedettero alla guida del governo.

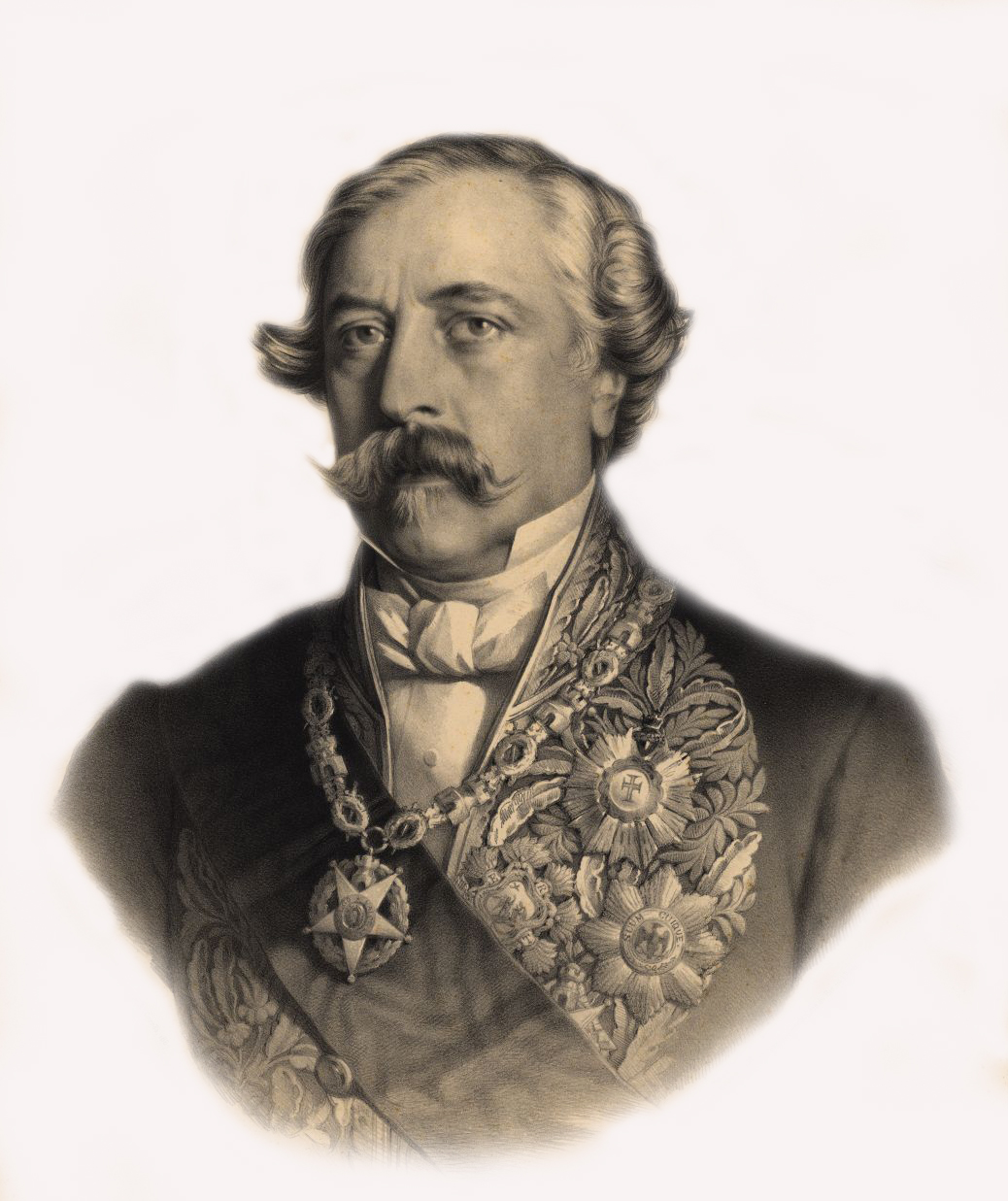
Il duca di Loulé.

Il turnismo iniziò quando il nuovo re, Pietro V, nominò primo ministro il Duca di Saldanha e, dopo questi, il Duca di Loulé il presidente del Partito Storico. Per la prima volta dalla dittatura di Costa Cabral arrivavano al potere i Settembristi. Il governo del Duca di Loulé durò fino al 1859, cambiando al Partido Rigenerazionista (con il governo del Marchese di Terceira, e quello di Joaquim António de Aguiar), tornando nuovamente al partito Progressista.
Il regno di Pietro V terminò tragicamente nel 1858. Si era sposato con Stefania di Hohenzollern, che era morta l'anno precedente. Il re cadde in una profonda depressione e nel 1861 morì il re a solo ventiquattro anni come conseguenza di un'epidemia di febbre. Insieme al re morirono anche due suoi fratelli, per cui Luigi I, l'ultimo figlio vivente della Regina Maria II, salì al trono.
Tra il 1865 e il 1868 governò una grande coalizione che comprendeva entrambi i partiti, sotto la guida di Joaquim António de Aguiar. Per l'aumento delle imposte, all'inizio del 1868 scoppiarono diverse rivolte. La guida del governo passò al Partito Rigenerazionista, prima sotto Antonio José de Ávila e poi sotto il Marchese di Sá da Bandeira, il quale aveva creato un suo partito, il Partito Riformista. Successivamente il governo passò sotto le mani del Marchese di Loulé, che fu rovesciato da un colpo di stato dal Duca di Saldanha. Sá da Bandeira terminò con l'ultimo governo di Saldanha e convocò le elezioni.

### Fontismo

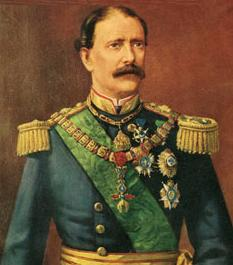
Fontes Pereira de Melo.

Dopo le nuove elezioni si formò un nuovo governo diretto da Fontes Pereira de Melo del partito Rigenerazionista. Fontes Pereira de Melo restò al potere fino al 1877. In quel periodo morirono vari politici che avevano tenuto le redini del Portogallo: nel 1874 Joaquim António de Aguiar, nel 1875 il Conte de Loulé e nel 1876 il Marchese di Sá da Bandeira. In quel periodo fu fondato anche il Partito Repubblicano. Il governo di Fontes de Melo diede un forte impulso all'industrializzazione.
Il Partito Repubblicano iniziò fin da principio con rivolte, dopo la dichiarazione in Spagna della Prima repubblica nel 1873.
Con la morte di Sa da Bandeira scomparse anche il Partito Riformista, una scissione del Partido Storico. Il partito Riformista si unì al Partito Storico, dando vita al Partito Progressista. Anselmo José Braamcamp divenne il nuovo portavoce. I progressisti portarono a capo grandi riforme, tra cui quella della costituzione, la decentralizzazione, il nuovo sistema elettorale e la nuova normativa in materia fiscale. Tra il 1877 e il 1878 Fontes de Melo dovette consegnare il governo ad Antonio José da Ávila. Il ritorno di Fontes Pereira de Melo, nel gennaio del 1878, aumentò le proteste dei progressisti, i quali non protestavano non solo contro il primo ministro, ma anche contro il re. Nelle elezioni del novembre del 1878 venne scelto il Partito Progressista. Dopo quelle elezioni entrarono nell'Assemblea portoghese anche i candidati del Partito Repubblicano.
Dopo lo scoppio di uno scandalo, provocato dalle relazioni tra il ministro delle finanze e il Banco de Ultramar, il governo di Fontes de Melo cadde il 29 maggio del 1879. I progressisti salirono al potere, seguendo il sistema del turnismo, ma stavolta tra il Partito Rigenerazionista e il Partito Progressista.
Il Partito Rigenerazionista fece un'opposizione senza compromessi al nuovo governo. Fontes Pereira de Melo fece passare una mozione di sfiducia nel 1881 per tornare a capo del governo. Il 16 settembre 1885 morì il capo del Partito Progressista, Baamcamp; il suo successore fu José Luciano de Castro. Quando il governo di Fontes Pereira de Melo dovette dimettersi nel febbraio del 1886 per gli scandali fiscali, José Luciano de Castro assunse il potere.
Nel 1887 morì Fontes Pereira de Melo. Nelle elezioni che si tennero lo stesso anno, i repubblicani ottennero due deputati.António Serpa divenne il successore di Pereira de Melo. Nelle elezioni del 1888 venne eletto Teófilo Braga, il futuro primo presidente della repubblica. Nel 1889 morì il re e suo figlio Carlos ascese al trono.

#### Crisi coloniale
Durante il successivo periodo della storia portoghese tornò l'interesse per le colonie d'oltremare, in particolare quelle africane. Nella Conferenza di Berlino del 1884, si dispose che l'esercizio della sovranità sui possedimenti in Africa si sarebbe basato sulle decisioni prese dalle grandi potenze europee.
Il Portogallo presenziò alla Conferenza nel 1887 con un piano che pretendeva di unire i due possedimenti dell'Africa meridionale (Mozambico e Angola) con un corridoio, però cozzava con i piani britannici che pretendevano invece un corridoio dall'Egitto al Sudafrica. L'esercito portoghese iniziò ad occupare dei territori fuori dalle sue colonie, che corrispondevano all'attuale Malawi. La Gran Bretagna protestò energicamente contro queste occupazioni.
Agli inizi del 1890, il governo britannico pose un ultimatum al Portogallo, nel quale si esigeva che i soldati che si trovavano nelle due colonie si ritirassero. In questa situazione, Carlo I nominò Antonio Serpa Pimentel, del Partito Rigenerazionista, come capo del governo.
Il piano coloniale aveva creato un'ondata nazionalista. La rabbia della popolazione si rese visibile dopo l'ultimatum da parte britannica. La responsabilità della sconfitta politica non cadde solo sul governo, ma anche sulla monarchia. Di conseguenza l'opposizione repubblicana si fece più forte. Le elezioni del marzo del 1890 ebbero un epilogo sanguinario, perché dieci persone morirono e altre quaranta furono ferite. I repubblicani ottennero tre seggi. Nel 1890 si celebrò la Festa del lavoro.
La questione delle colonie africane portò a una crisi politica. Dopo diversi negoziati, venne siglato il Trattato di Londra nel quale si fissarono i confini dell'Angola e del Mozambico con i possedimenti britannici. Quando il governo presentò il trattato al Parlamento per la ratifica, il parlamento intese che il Portogallo si sarebbe arreso all'ultimatum britannico. Allora si susseguirono momenti di tensione. Serpa Pimentel si ritirò e il re nominò un nuovo governo. Tra il 1890 e il 1891 si susseguirono vari governi di poca durata. Agli inizi del 1891 ci fu una sollevazione repubblicana a Porto. Si proclamò la repubblica, ma la rivolta venne soffocata.

#### Problemi economici
Nel frattempo aumentavano i problemi di ordine economico. Il Portogallo vide aumentare la sua dipendenza verso le potenze straniere. La moneta portoghese venne svalutata e la situazione finanziaria del paese era assai delicata. Con l'indipendenza del Brasile si era persa la maggior fonte di entrate. Anche se il Portogallo aveva tentato di avviare la strada dell'industrializzazione, restava un paese a vocazione fortemente agricola. Il 7 maggio 1891 venne dichiarata la bancarotta dello stato. Il valore della moneta portoghese scese del 10%. La bancarotta dello stato implicò la caduta della popolarità del re e del governo. Venne limitata la sovranità portoghese da parte dei creditori stranieri (Francia, Gran Bretagna e Germania). Vennero proposti vari piani per risollevare l'economia del paese. Il re respinse fino al 20% delle sue entrate e in parlamento si discusse anche la possibilità di vendere le colonie.
Con la nomina di Ernesto Rodolfo Hintze Ribeiro del Partito Rigenerazionista come primo ministro nel 1893, terminò la fase dei governi eletti dal parlamento, così il Portogallo tornò al sistema del turnismo tra i due partiti maggiori. Dopo Hintze governò José Luciano de Castro del Partito Progressista.
In politica governava il caos. Nel frattempo si rafforzavano i repubblicani, sebbene fossero una minoranza in parlamento. Si tentarono anche delle riforme elettorali in modo da fermare i repubblicani. Attraverso una riforma costituzionale, che si fece con un decreto regio senza l'approvazione del parlamento, il re ne rimosse il potere.

#### Soluzione della crisi coloniale, problemi con la Chiesa
Nel 1899 venne firmato il Trattato di Windsor, che pose fine alla crisi coloniale tra Portogallo e Regno Unito. Ambo le parti si impegnavano a riconoscere i possedimenti, obbligando la Gran Bretagna a rispettare i possedimenti portoghesi, però garantendosi il diritto di passaggio del suo esercito anche nelle colonie portoghesi. Prima della firma si susseguirono contatti tra il Regno Unito e la Germania per stabilire i confini nell'Africa meridionale. In questi accordi si tenne conto della possibilità che, data la situazione disastrata, il Portogallo avesse venduto le sue colonie e di spartirsene il territorio. Anche gli Stati Uniti, che all'epoca erano in guerra contro la Spagna, pensarono di occupare le Azzorre. Con il Trattato di Windsor vennero scongiurate le previsioni più nefaste, così venne riaffermata l'autorità portoghese sull'Angola e il Mozambico.
Un altro problema politico erano le relazioni tra lo stato portoghese e la Chiesa Cattolica. Il processo di Calmon, nel quale una giovane donna di 32 anni, figlia del console brasiliano a Porto, si ribellò al padre, il quale voleva che entrasse in un convento, provocò una serie di rivolte anticlericali a Lisbona. Il Partito Rigenerazionista, che era anticlericale, promosse una serie di decreti diretti a ledere gli interessi della Chiesa. Il re appoggiò queste riforme, guadagnando un po' di consenso nella popolazione.

#### Il Franchismo

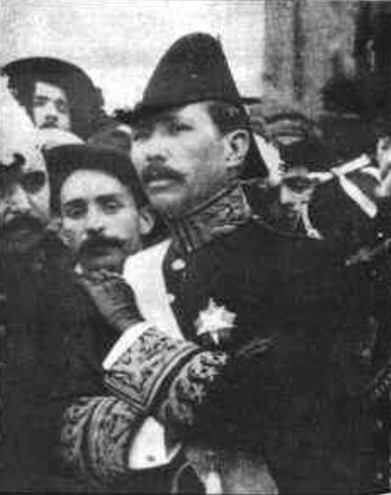
João Franco, uno degli ultimi capi di governo della monarchia portoghese.

A Porto, i repubblicani vinsero le elezioni municipali. Queste elezioni vennero annullate e dovettero essere ripetute, ma il risultato non cambiò. Il rappresentante del Partito Rigenerazionista e il capo della opposizione, Antonio Serpa Pimentel, morì nel 1900, Hintze Ribeiro assunse la leadership del partito e del governo.
All'interno del Partito Rigenerazionista ci furono le prime scissioni, che andavano a complicare il quadro politico. A fianco di Hintze Ribeiro c'era João Franco, l'uomo politico più prestigioso del partito. In contrasto a Hintze Ribeiro, João Franco fondò il Partito Rigenerazionista Liberale nel 1901.
Tra il 1905 e il 1906 la politica interna tornò a uno stato di crisi. Il governo proibì delle pubblicazioni repubblicane e come reazione ci fu un'ondata di proteste. Quando il presidente francese visitò il paese, fu ricevuto da una grande manifestazione di repubblicani. I progressisti e i rigenerazionisti firmarono un accordo di pace, per poter porre fine, insieme al re, ai sollevamenti repubblicani. Tanto Luciano de Castro del Partito Progressista quanto Hintze Ribeiro del Rigenerazionista furono presidenti del governo durante l'anno anche se non furono capaci di controllare le sollevazioni.
Nel 1906 il re chiamò João Franco come presidente del governo. Franco fu l'ultimo primo ministro della monarchia portoghese che ebbe un ruolo centrale. Il suo periodo di governo venne chiamato "Francismo" nel contesto della storia del Portogallo.
Il nuovo primo ministro intentò di avvicinare il re al popolo. Una delle prime azioni del nuovo governo fu una grande amnistia, della quale risultarono beneficiati molti repubblicani incarcerati per pubblicazioni contro il re. Il capo dei repubblicani, Bernardino Machado, poté dare un discorso in pubblico, senza che la polizia glielo impedisse. Il re cercò di migliorare la sua immagine impegnandosi nel governo. Nelle elezioni del 1906 il governo arrivò ad avere una maggioranza, sebbene non comprendesse i repubblicani. Dopo un discorso di un deputato repubblicano si ruppero le relazioni tra repubblicani e governo. I repubblicani vennero espulsi dal parlamento. A Porto si riunirono dodicimila persone in un congresso repubblicano. Quarantacinquemila persone firmarono una petizione, nella quale si sollecitava il ritorno dei repubblicani al parlamento, che ebbe luogo il 21 dicembre 1906. Nel 1907 venne emanata una legge che instaurava la censura. L'8 maggio 1907 Franco iniziò a governare in forma dittatoriale, anche attraverso un decreto in cui non partecipò il parlamento. I dissidenti del Partito Rigenerazionista si unirono ai repubblicani. Agli inizi del mese di gennaio del 1908 vennero processati molti dirigenti repubblicani e anche molti dissidenti rigenerazionisti. Franco sollecitò e ottenne dal re un decreto nel quale si ordinava la deportazione dei dissidenti nelle colonie d'oltremare.

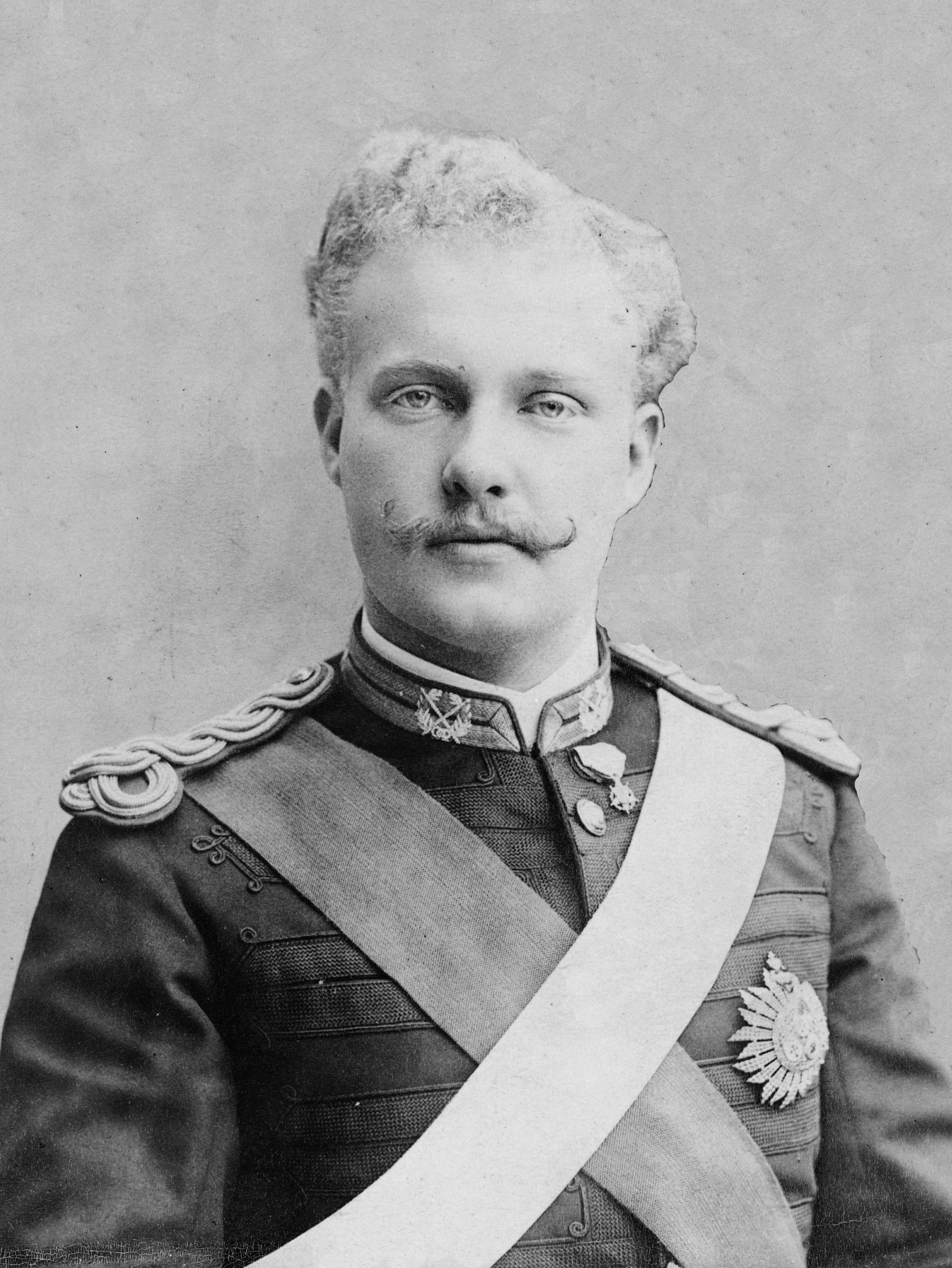
Il re Carlo I del Portogallo morì in un attentato a Lisbona nel 1908.

Il 1º febbraio del 1908 morirono il re e il suo erede in un attentato a Lisbona.

### La fine della monarchia
Manuele II del Portogallo, il figlio minore del re assassinato, ascese al trono a diciotto anni d'età. Fu l'ultimo re del Portogallo. Il re non riuscì a salvare la monarchia in Portogallo. La prima misura che prese fu quella di destituire Franco. Nominò l'ammiraglio Ferreira do Amaral come primo ministro, che cercò di calmare la situazione con l'emanazione di un'amnistia generale. Vennero sciolte le cortes e si convocarono nuove elezioni. I repubblicani vinsero le elezioni municipali di Lisbona.

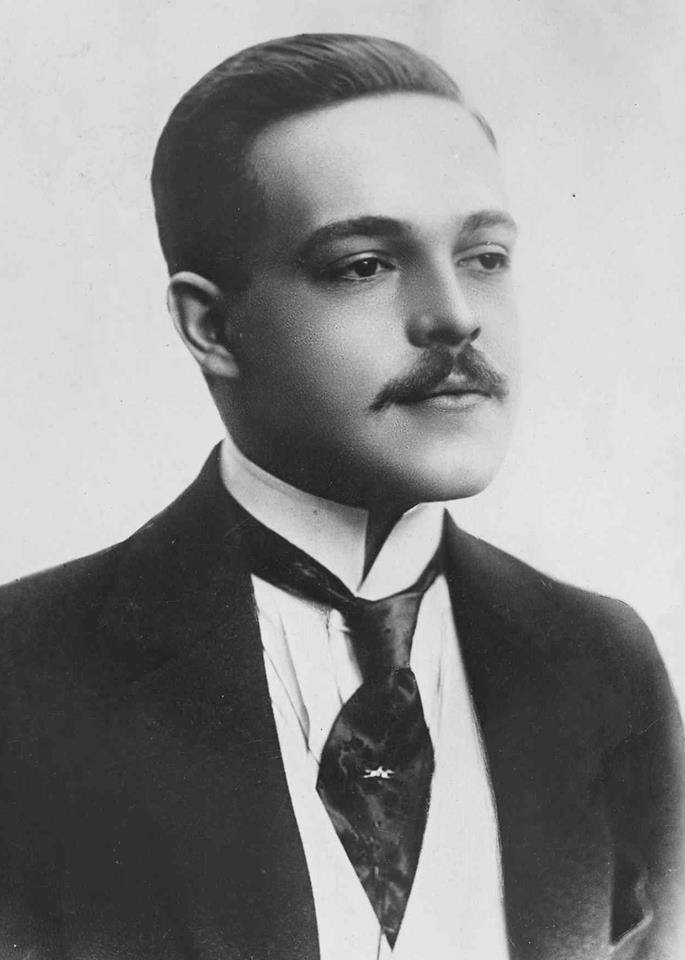
Manuele II, l'ultimo re del Portogallo.

La monarchia portoghese ebbe altri sei primi ministri negli ultimi due anni della sua esistenza. I monarchici erano in agitazione e il Partito Rigenerazionista si divise in due fazioni verso la fine del 1909.
Intanto, nel congresso repubblicano, si stava imponendo l'ala radicale del movimento che aveva come obiettivo la rivoluzione. Nel 1910 Miguel Bombarda, uno psichiatra, nonché capofila dei repubblicani, venne assassinato da un paziente. Sebbene l'evento non avesse assolutamente una connotazione politica, ci furono delle sollevazioni a Lisbona e nelle altre città del paese. Due giorni dopo si insediò un governo provvisorio a nome del repubblicano Teofilo Braga. Il 6 ottobre 1910 nasce la repubblica portoghese a Porto. Il giorno precedente, il re partì per l'Inghilterra. La monarchia portoghese, nata nel 1139 quando Alfonso Henriques prese il titolo di re, terminava dopo 771 anni.
La Casa di Braganza-Sassonia-Coburgo-Gotha è stata continuata con le pretese di Maria Pia di Sassonia Coburgo Braganza che ha sostenuto d'essere figlia illegittima del re Carlo I e che quest’ultimo le avrebbe concesso tutte le regalie, onori e diritti di successione alla Corona portoghese. Maria Pia di Braganza è nata a Lisbona il 13 di marzo 1907, figlia di D. Maria Amelia Laredó e Murça – cittadina del Pará, Brasile, figlia del barone Armando Maurizio Laredó e di Maria Amelia Murça e Berhen – e bastarda del re Carlo I del Portogallo. Durante la sua vita sempre rivendicó i titoli di Principessa Reale di Portogallo e Duchessa di Braganza.